# Corgi Classics Limited

Corgi-Classics-Logo ab 1995

Corgi Classics Limited ist ein britischer Hersteller für Modellnachbildungen von Automobilen, Flugzeugen und Panzern aus Metall mit Kunststoffteilen überwiegend im Maßstab um 1:43. Bekannt wurde die Firma in Deutschland auch durch Nachbildungen bekannter Fahrzeuge aus Filmen und Fernsehserien aus dem englisch-amerikanischen Raum.

## Corgi Toys

Corgi-Toys-Logo 1968–1977

Corgi-Toys-Logo 1977–1983

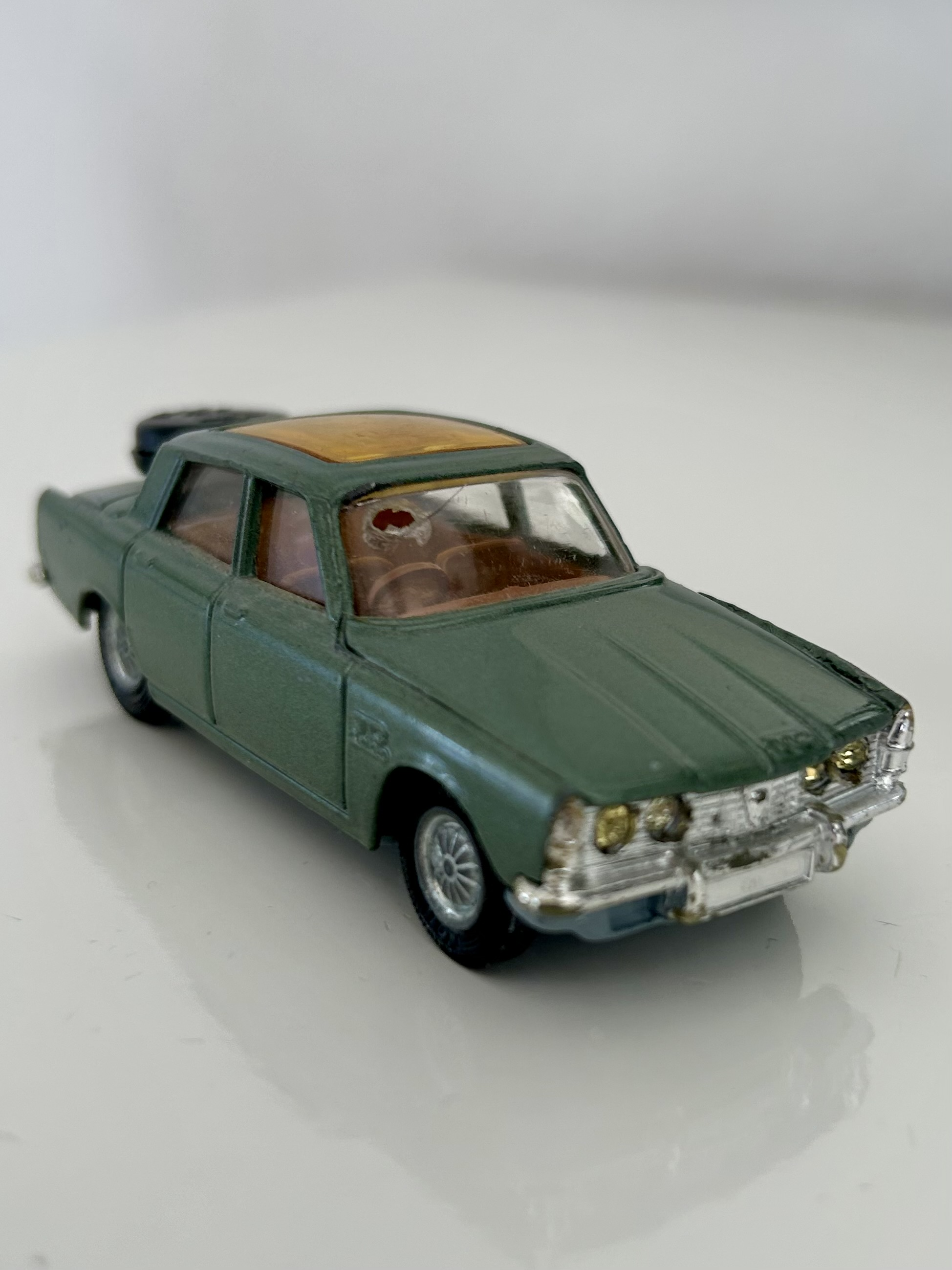
Rover 2000 TC aus den 1960er-Jahren

Im Jahr 1933 gründeten die deutschen Emigranten Philip Ullmann und Arthur Katz die Firma Mettoy in Northampton, England. Beide hatten bereits in Nürnberg beim Spielzeughersteller Tipp & Co. zusammengearbeitet. Erst 1956 wurde daraus Corgi Toys, das als Konkurrent zur englischen Spielzeugmarke Dinky Toys dienen sollte. Die Produktion begann in einem größeren Komplex in Swansea, Wales mit Fahrzeugmodellen im Maßstab 1:43. Die Corgi-Fahrzeuge stachen durch ihre damaligen Innovationen wie bewegliche Fahrzeugtüren, Reflexscheinwerfer und exklusives Zubehör im Modellautomarkt hervor. Alle Fahrzeuge bestanden aus lackiertem Zinkdruckguss (englisch „die-cast“) mit eingefügten Kunststoffteilen. Die Hunderasse Welsh Corgi diente als Namens- und Logogeber der Firma.

### Modelle
Man begann 1956, zuerst Fahrzeuge der britischen Gesellschaft wie unter anderem Rover, Ford, Hillman, Triumph oder BMC. Auch Fahrzeuge von deutschen Herstellern wurden produziert, darunter Mercedes-Benz, BMW und Volkswagen. Später kamen noch Flugzeuge im Maßstab ab 1:100 und Panzerfahrzeuge hinzu. Ab Mitte der 1970er Jahre wurden einige Fahrzeuge im Maßstab 1:36 hergestellt, die auf wenig Sammlerliebe trafen. Ein weiterer Zweig waren LKW-Modelle, die aber meist nur auf englischen Fahrzeugen basierten und hierzulande wenig Interesse hervorriefen.
Ab den 1990er Jahren verbreitete sich, ausgelöst durch das Erscheinen der Nutzfahrzeugmodelle im einheitlichen britischen Modelleisenbahn-Maßstab 1:76 (Nenngröße 00) von Exclusive First Editions (EFE), das Sammeln besonders von britischen Omnibusmodellen. Auch Corgi griff das Thema auf und brachte zahlreiche Modelle britischer Busse (und auch einige von Straßenbahn-Triebwagen) unter dem Label The Original Omnibus Company („Corgi OOC“) im Maßstab 1:76 heraus.

### Filmfahrzeuge

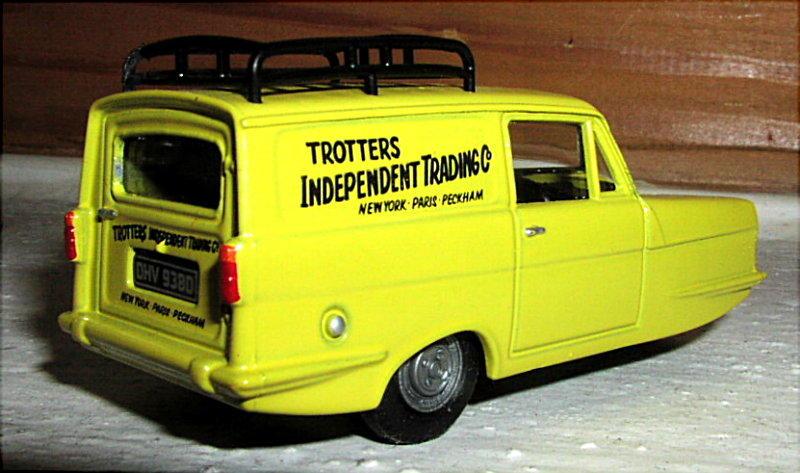
Ein Corgi-Modell des Reliant Regal Supervan III aus der britischen Fernsehserie Only Fools and Horses

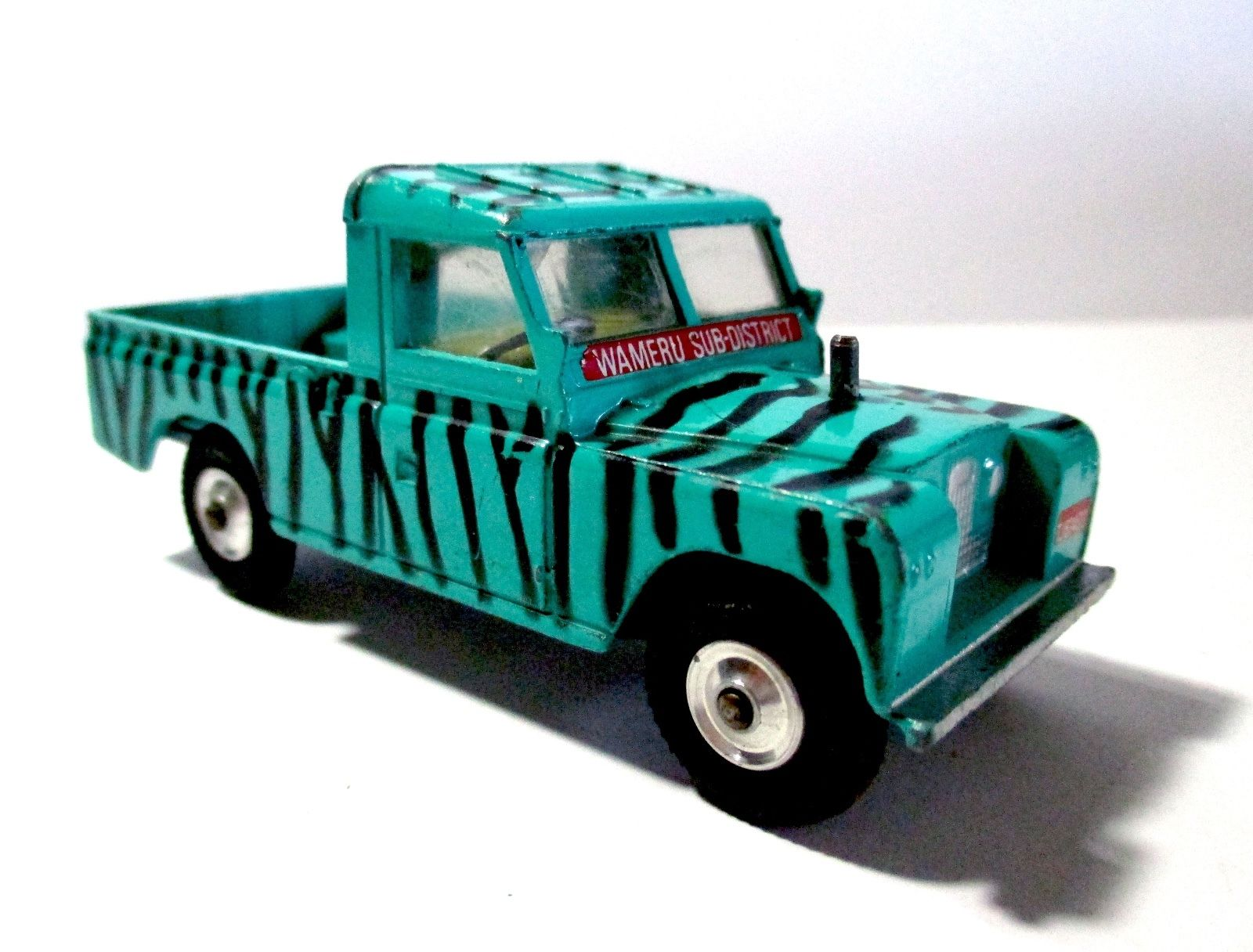
Land-Rover-Modell von Corgi aus der US-TV-Serie Daktari in falscher Farbgebung aus dem Jahr 1969

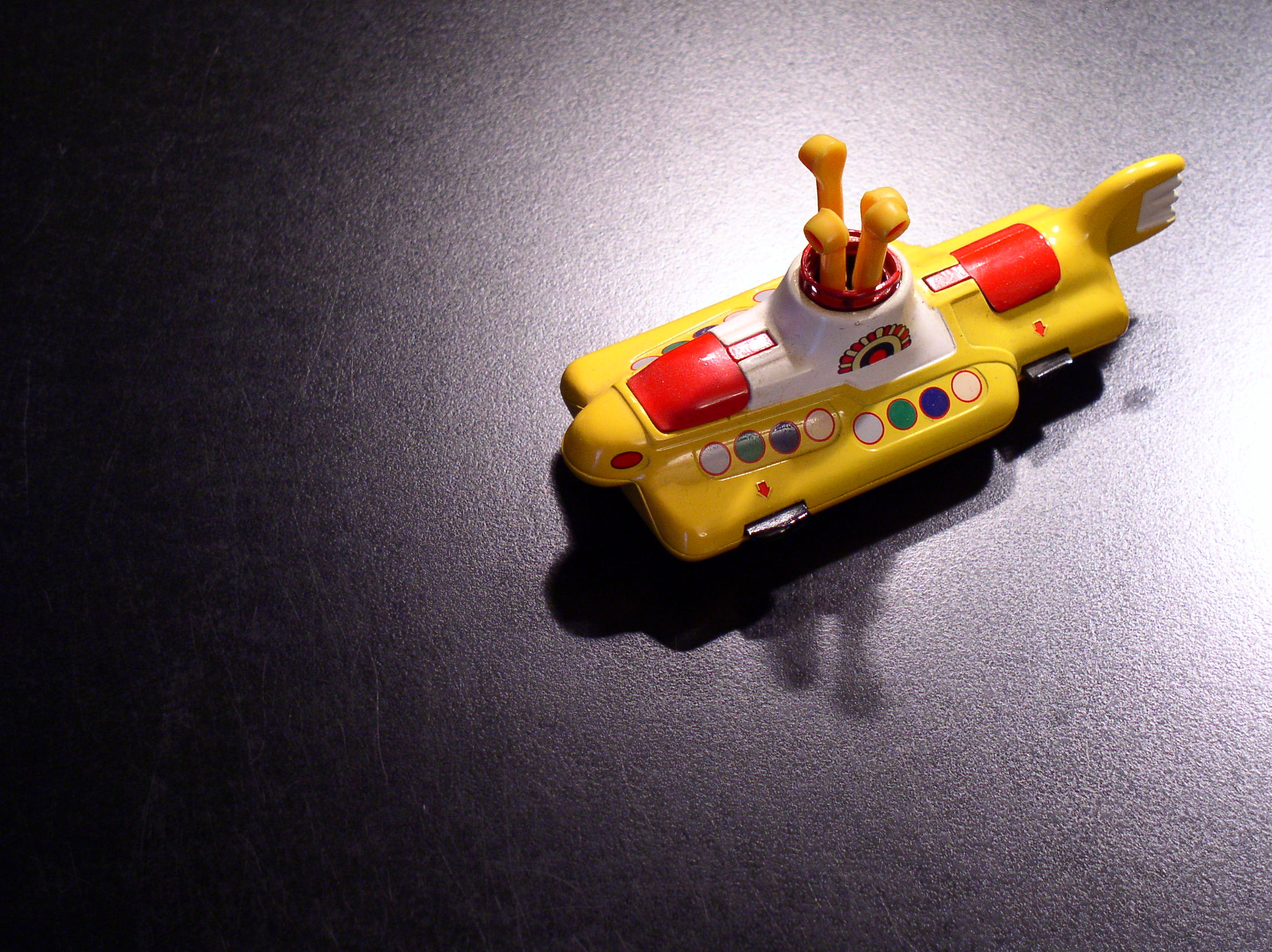
Modell von Yellow Submarine aus dem Jahr 1999

Ab 1965 begann Corgi Toys mit der Nachbildung von Film-Fahrzeugen. Man nahm ein bereits produziertes Modell und modifizierte es ein wenig mit bekannten Elementen wie Aufklebern oder Farbe des Vorbildes. Das erste Fahrzeug war der Volvo P1800 aus der Serie Simon Templar mit Roger Moore. Als zweites und bis heute der Verkaufsschlager dieses Bereichs, war im gleichen Jahr der Aston Martin DB 5 mit Spezialeffekten aus dem James-Bond-Film Goldfinger. Dieses Fahrzeug wird bis heute produziert und wurde 1978 und 2003 technisch geändert bzw. der Produktpalette angepasst. Die Version von 1978 war die letzte Version mit Schleudersitz, ausfahrbaren Maschinengewehren, wechselbaren Dreh-Nummernschildern und Heckplatte. Das Fahrzeug zeigte deutlich den Erfindergeist der Firma auf kleinem Maßstab. Beim Land-Rover-Modell der TV-Serie Daktari stimmte allerdings die Farbe nicht mit dem Original überein – die Zebra-Lackierung war schwarz-hellgrün statt schwarz-weiß. Den Film-Fahrzeugen wurden auch Darsteller-Figuren (Menschen und Tiere) hinzugefügt, diese Kombinationen wurden als „Gift Set“ (Geschenkset) bezeichnet.

#### Bekannte Fahrzeuge aus Film und Fernsehen (Auswahl)
| - Aston Martin DBS aus der Fernsehserie Die 2 - Batmobil aus der Fernsehserie Batman - Monkees Mobil aus der Serie The Monkees - John Steeds Bentley und Mrs. Peels Lotus Elan aus Mit Schirm, Charme und Melone - Oldsmobile Super aus Solo für O.N.C.E.L. - Land Rover aus Daktari - Austin A35 Van aus Wallace & Grommit und Wallace & Grommit - Auf der Jagd nach dem Riesenkaninchen - Austin 1100 von Basil Fawlty aus Fawlty Towers - Reliant Regal Supervan III aus Only Fools and Horses - Kojaks Buick Regal aus Kojak – Einsatz in Manhattan (1:36) - Citroën 2CV aus James Bond 007 – In tödlicher Mission (1:36) - Ford Anglia aus Harry Potter und die Kammer des Schreckens - Ford Mustang Mach 1 und Moon Buggy aus Diamantenfieber - Ford Torino aus der Serie Starsky & Hutch (1:36) - Ford Thunderbird aus der Serie Vegas (1:36) - Ford Capri aus der Serie Die Profis (1:36) - Jaguar XJS aus der Serie Simon Templar – Ein Gentleman mit Heiligenschein - Lotus Esprit (Unterwasserversion) aus Der Spion, der mich liebte - Der Mini von Mr. Bean - Die drei Minis aus The Italian Job - Toyota 2000 aus Man lebt nur zweimal - Black Beauty aus der Serie Die grüne Hornisse - GMC Vandura-Van für Superman, Spider-Man, Das A-Team und Drei Engel für Charlie - Jeep aus Spider-Man - Bell 206 Helikopter für Der Spion, der mich liebte, Moonraker, Superman und Spider-Man - Das U-Boot aus Yellow Submarine |

### Corgi Juniors
In den 1970er Jahren versuchte Corgi Toys mit der Serie Corgi Juniors, auch im kleiner-als-1:60-Markt Fuß zu fassen und Firmen wie Matchbox Konkurrenz zu machen. Es handelte sich hierbei nur um Modelle der großen Serie im kleineren Maßstab, anfangs basierten diese auf Husky-Modellen. In Deutschland waren Corgi Juniors u. a. in der Spielzeugabteilung der Coop-Supermärkte zu finden. Viele Filmfahrzeuge waren damals auch im kleineren Maßstab vorhanden und wiesen sogar, wie der Aston Martin bewies, technische Spielereien auf.

## Corgi Classics Limited

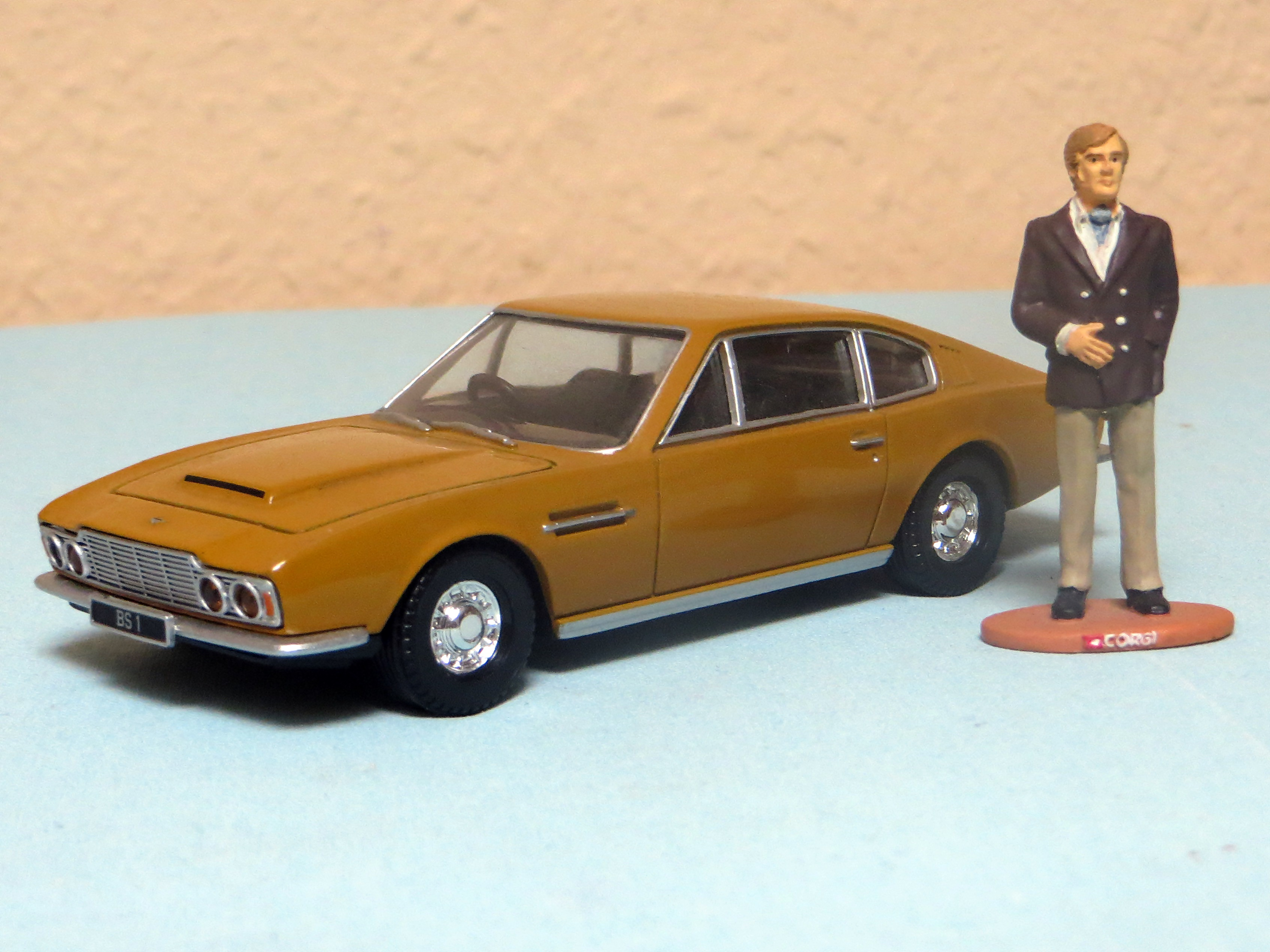
Aston-Martin-Modell von Corgi aus der TV-Serie Die 2 mit Brett-Sinclair-Figur (2002)

Nachdem Matchbox Anfang der 1980er Jahre seine Produktion nach Asien verlegt hatte, brach auch bei Corgi Toys der Absatz ein. Man versuchte, die Marke als Corgi Toys Limited mit neuen Logo im Jahr 1984 zu reformieren und reduzierte die Modellproduktion. Die Firma Mattel erwarb 1989 die Rechte an der Firma und verkaufte sie 1995 an die Hornby-Gruppe, worauf die Firma danach als Corgi Classics Limited fungierte.
Bereits 1995 produzierte man für den James-Bond-Film GoldenEye den Aston Martin und den Ferrari F355. Um das Jahr 2000 wurden viele alte Modelle neu aufgelegt oder neue Lizenzen erworben, um neue Fahrzeuge in das Sortiment aufzunehmen. Es kamen Fahrzeuge aus Zurück in die Zukunft, Ein Duke kommt selten allein, Das A-Team, Knight Rider oder der Aston Martin aus Die 2 hinzu. Als das 40. James-Bond-Jubiläum 2002 eintrat, wurden viele neue Fahrzeuge aus fast allen Filmen in das Sortiment aufgenommen. Einige Modelle waren bereits früher erschienen und wurden mit neuer Technik lackiert. Auch der Ford Capri aus alten Serien wie Die Profis erlebte eine Wiederauflage.